# Нангархар
Нангархар е провинция в източен Афганистан с площ 7727 км² и население 1 089 000 души (2002). Административен център е град Джалалабад.

## Административно деление
Провинцията се поделя на 22 общини.